# Нарасимха
Нараси́мха (санскр. नरसिंह, IAST: Narasiṃha) — в вайшнавизме «человек-лев», полуантропоморфная аватара Вишну, ужасающая, свирепая и отражающая демоноборческие мотивы его образа. По преданию в Сатья-югу Вишну как человек-лев воплотился на Земле для восстановления дхармы, когда было необходимо устранить угрозу миру. Своё имя получил от того, что человеческое тело аватары венчала львиная голова («нара» — человек, «симха» — лев).
В образе Нарасимхи Вишну избавляет Землю от тирании асура Хираньякашипу, который получил от Брахмы дар неуязвимости. Хираньякашипу не мог быть убит ни человеком, ни животным, ни оружием, ни голыми руками, ни днём, ни ночью, ни внутри дома, ни вне его. Благодаря своему дару Хираньякашипу захватил власть над тремя мирами, подчинил себе богов и поселился во дворце Индры на небе. Хираньякашипу жестоко преследовал своего сына Прахладу, который с малых лет был почитателем Вишну. Последний, приняв облик человека-льва, явился на помощь своему приверженцу. В сумерках, стоя на пороге своего дворца, Хираньякашипу в споре с Прахладой утверждал, что Вишну не вездесущ, поскольку его нет в ближайшей колонне. Он презрительно ударил по ней, после чего из разрушающейся колонны чудесным образом вышел человек-лев. Он растерзал демона, тем самым положив конец правлению Хираньякашипу, восстановив мир и дхарму на Земле. После молитв Прахлады Нарасимха исчез, оставив сына Хираньякашипу во главе асуров.
История Нарасимхи и Прахлады изложена в Вишну-пуране, Бхагавата-пуране и других священных писаниях индуизма. Поклонение Нарасимхе распространено среди последователей вайшнавизма, которые считают его «великим защитником» преданных Вишну. В индуизме Нарасимха рассматривается как олицетворение божественного гнева.
В переводах на русский язык Нарасимху иногда также именуют Нарасинхой или Нрисимхой.

## Происхождение культа Нарасимхи
Различаются 17 версий истории Нарасимхи и бхакты Прахлады. Большинство из них представляют собой местные сказания или переплетение классической и местной версии. Пураническая история о спасении Прахлады от Хираньякашипу является одной из поздних версий. Некоторые исследователи, в частности, Анна-Шарлотта Эшманн из Института Южной Азии Гейдельбергского университета им. Рупрехта-Карла полагают, что фигура Нарасимхи восходит к культу божества-льва, которому поклонялись племена в Телингане и Андхра-Прадеше.
Самое древнее из известных изображений Нарасимхи найдено на каменной панели в деревне Кондамоту округа Гунтур штата Андхра-Прадеш. Оно датируется IV веком и даёт общее представление о раннем культе Нарасимхи. На панели представлен лев с двумя человеческими руками, держащими булаву, а также чакру — то есть оружие Вишну. Изображение получило название «Нарасимха из Кондамоту». Его открытие проливает свет на географические истоки культа Нарасимхи. И по настоящее время прибрежные регионы Андхра-Прадеш остаются основными местами поклонения Нарасимхе в Индии.
Произведение в Кондамоту создано каменщиками при последних правителях южноиндийской династии Сатавахана. Однако поклонение Нарасимхе приобрело широкую популярность в Индии позднее, при правлении династии Гуптов в IV—VI веках. Культ человека-льва, по всей видимости, стал официальным. Один из императоров Гуптов даже носил имя покровительствующего божества — Нарасимхагупта (470—535). Считается, что пураническая история о Нарасимхе, выходящем из колонны и убивающем Хираньякашипу, появилась после правления Гуптов. Гипотезу о происхождении мифа выдвинула профессор истории Сувира Джайсвал из Университета Джавахарлала Неру в статье «Эволюция легенды Нарасимхи и её возможные источники». По её мнению, развитие образа колонны можно проследить от тотемных столбов, которым поклонялись племена, обитавшие в лесах Ориссы, Телингана, Андхра-Прадеш и Чхаттисгарх. Со временем племенные верования вошли в вайшнавскую традицию, что привело к возникновению истории о Нарасимхе из колонны.
В Ориссе, где племенные верования слились с традициями шактов и шайвов, местные божества приняли форму столбоподобной богини Стамбешвари (Stambeshwari) и столбоподобного бога Стамбешвара Махадева (Stambeshwar Mahadev), отождествляемого с Шивой. Распространение поклонения Нарасимхе из Ориссы и Андхра-Прадеша в большую часть современного Чхаттисгарх и Махараштры произошло во время правления династии Вакатаков со столицей в Нандивардхане (современный Нагардхан, Махараштра) между III и VI веками. Об этом свидетельствует совпадение каменных образов Нарасимхи, найденных в Ориссе, и большим изображением Нарасимхи на горе Рамтек в Нагпуре (Махараштра).

## Пураническая история явления Нарасимхи

### Литературные источники
Считается, что первое возможное упоминание Вишну в образе Нарасимхи содержится в одном из стихов «Ригведы», в котором описаны качества Вишну, которые тот проявил в своей аватаре.
Вот прославляется Вишну за героическую силу,
Страшный, как зверь, бродящий (неизвестно) где, живущий в горах,
В трех широких шагах которого
Обитают все существа.Ригведа, мандала I, гимн 154, текст 2. «К Вишну»
В Ригведе (мандала VIII, гимн 14, текст 13) также упоминается возможный прообраз асура по имени Намучи, убитый богом Индрой. Намучи обладал даром неуязвимости — его нельзя было убить ни днем, ни ночью, ни сухим, ни мокрым оружием. Некоторые индологи, такие как Дебора Сойфер, полагают, что возможно история о противостоянии Индры и Намучи позднее развилась в пуранический миф о Нарасимхе.
Нарасимха описывается во многих пуранических писаниях, незначительно отличающихся между собой:
| Источник                 | Упоминание в тексте | Источник         | Упоминание в тексте |
| ------------------------ | ------------------- | ---------------- | ------------------- |
| Агни-пурана              | 4.2-3               | Линга-пурана     | 1.95-96             |
| Брахма-пурана            | 213.44-79           | Матсья-пурана    | 161-163             |
| Брахманда-пурана         | 2.5.3-29            | Махабхарата      | 3.100.20            |
| Бхагавата-пурана         | седьмая песнь       | Нарасимха-пурана | Главы с 40 по 44    |
| Ваю-пурана               | 67.61-66            | Падма-пурана     | Уттара-кханда 5.42  |
| Вишну-дхармоттара-пурана | 1.54                | Сканда-пурана    | 2.18.60-130         |
| Вишну-пурана             | 1.16-20             | Шива-пурана      | 2.5.43 и 3.10-12    |
| Курма-пурана             | 1.15.18-72          | Харивамша        | 41 и 3.41-47        |

Одна из упанишад, «Нарасимхатапани-упанишада», названа именем аватары человека-льва.

### Джая и Виджая
В «Бхагавата-пуране» описывается, как Джая и Виджая, двое привратников Вишну на Вайкунтхе, оскорбили великих мудрецов — четырёх Кумаров. В наказание они вынуждены были родиться три раза на земле как асуры и сразиться с Вишну в одном из его воплощений. В Сатья-югу они родились демонами по имени Хираньякашипу и Хираньякша. Пред ними преклонялись оба демонических рода — Дайтьи и Данавы — и почитали братьев своими предводителями. В Трета-югу они стали Раваной и Кумбхакарной, а в конце Двапара-юги — Шишупалой и Дантавакрой. Джая и Виджая воплотились врагами Вишну и несли зло миру. В тот миг, когда Кришна обезглавил их последние демонические воплощения, они искупили своё проклятие и вернулись на Вайкунтху в прежнем обличии как спутники Вишну (Бхагавата-пурана, книга 7, глава 1, тексты 37-46).

### Аскезы и дар Хираньякашипу
Хираньякша, младший брат Хираньякашипу, был убит Вишну, явившемся на землю в образе аватары-вепря Варахи. Для того, чтобы обрести неодолимую силу, Хираньякашипу уединился на склоне горы Мандары, где предался суровой аскезе. Во время отсутствия Хираньякашипу мудрец Нарада приютил его жену Каядху в своём ашраме, чтобы защитить её и младенца, которого она носила во чреве, от нападения девов, воевавших с демонами. Он рассказывал ей о подвигах и величии Нараяны. Сама она не обращала особого внимания на уроки Нарады, однако её сын Прахлада впитывал их, будучи ещё во чреве матери. Родившись, он стал медитировать на Вишну и произносить восьмислоговую мантру «ОМ намо Нараяная». Хираньякашипу, пребывая в аскезе, не знал о приключениях своей жены. Он возжелал стать неуязвимым для оружия и не подверженным болезням и старости. Он также решил обрести волшебные силы и сделаться единовластным и бессменным правителем всех трёх миров (Бхагавата-пурана, книга 7, глава 2, глава 3):

О владыка сущего (Брахма), я прошу тебя лишь об одном благословении — пусть ни одно из сотворенных тобою существ не станет причиной моей смерти.
Сделай так, чтобы я не умер ни в жилище, ни за его пределами, ни днем, ни ночью, ни на земле, ни в воздухе. Защити меня от любого оружия и не позволь сразить меня ни человеку, ни животному, ни небожителю.
Сделай меня неуязвимым для всего живого и неживого. Не дай меня умертвить ни богу, ни демону, ни змею из преисподней. Я хочу, как и ты, не иметь себе равных в бою, чтобы ни одна тварь не сразила меня. Не помогай моим врагам, даруй мне власть над небом и землею. Я хочу, чтобы меня боялись и уважали люди, боги и звери. Дай мне волшебные силы, которыми владеешь ты, и сделай так, чтобы я не утратил их никогда.
— Бхагавата-пурана, книга 7, глава 3, тексты 35-37
Хираньякашипу победил всех соперников в каждом из трёх миров и подчинил своей власти все живые существа, в том числе девов и асуров. Захватив все планеты и даже дворец Индры, которого он изгнал оттуда, Хираньякашипу, окружённый роскошью, стал наслаждаться жизнью. Все полубоги, кроме Вишну, Брахмы и Шивы, оказались у него в подчинении и служили ему. Хираньякашипу стал хозяином Вселенной и объявил, что его одного следует почитать. Демон приносил огромное беспокойство девам, брахманам и другим праведникам. Они стали молить Вишну о том, чтобы он избавил их от правления Хираньякашипу. Вишну ответил, что тот, кто причиняет страдания богам, брахманам и коровам и пренебрегает священными писаниями и законом, заслуживает кары. Вишну обещал, что когда Хираньякашипу ополчится на своего сына, будет теснить и обижать его, он уничтожит злодея (Бхагавата-пурана, книга 7, глава 4, тексты 27-28).

### Вера Прахлады в Вишну
Когда Прахладе было пять лет, его поручили заботам двух учителей, — Чанды и Амарки, — сыновей мудреца Шукрачарьи, которым строго предписывалось наделить ребёнка всеми демоническими свойствами и изгнать из его сознания имя Вишну. Наставники учили его достижению артхи (богатства) и камы (удовлетворению желаний). Про другие цели человеческой жизни, дхарму и мокшу, они умалчивали. Несмотря на все усилия, учителя не смогли вложить в сознание Прахлады ни одной неправедной мысли. Он продолжал верить, что Нараяна — Высшая реальность, которого следует почитать с помощью девяти видов поклонения, начиная с воспевания славы Господа и кончая полным подчинением Ему своего «Я».

Он всюду ощущал на себе ласковый взгляд Всевышнего... Всегда погруженный в переживания о Всевышнем, он то плакал, то смеялся; порой его охватывало ликование, и тогда, позабыв об условностях, он пел во весь голос. Иногда, увидев пред собою образ Господа, Прахлада испытывал трепетное волнение и громко взывал к Нему... Иногда Прахлада чувствовал прикосновение рук Господа и забывался в надмирном блаженстве. В эти часы он терял власть над собой, все его существо ликовало, слова застывали на устах, волосы на теле вздымались, из полуприкрытых глаз ручьями струились слезы... Само его имя — Прахлада, дарующий радость, — было под стать его природе.
— Бхагавата-пурана, книга 7, глава 4, тексты 38-42
- Художественные образы Нарасимхи в гневной форме
- Иллюстрация из книги «Мастера Пахари», 1725—50 годы
- Иллюстрация к Бхагавата-пуране, Химачал-Прадеш, 1760—1770 годы. Из коллекции Музея искусств округа Лос-Анджелес
- Копия храмовой картины в Мадурае (Тамилнад), 1780—89 годы. Из коллекции Британской библиотеки
- Иллюстрация к Бхагавата-пуране издательства Gita Press Gorakhpur, 1971 год

### Явление Нарасимхи
Хираньякашипу испытал все средства убеждения, чтобы заставить Прахладу принимать его самого́ как Высшего властителя и забыть Нараяну. Прахлада ответил отцу, что хотя тот и владеет внешним миром, он не в состоянии управлять своими чувствами. «Враги притаились в твоем уме, — ответил Прахлада, — победи ум с порочными мыслями, и ты избавишься от врагов» (Бхагавата-пурана, книга 7, глава 8, текст 10). Придя в ярость от того, что собственный сын неизменно предан его главному врагу, Хираньякашипу решил во что бы то ни стало покончить с Прахладой.
Хираньякашипу пытался убить Прахладу укусом ядовитых змей, однако тот воспевал имя Бога — «ОМ намо Нараяная», и змеи не смогли причинить ему вреда. Тогда Хираньякашипу приказал, чтобы Прахлада был разрублен на куски, но Прахлада продолжал повторять «ОМ намо Нараяная» и не получил ни царапины. Тогда было решено заставить его выпить яд. Прахлада продолжал повторять «ОМ намо Нараяная» — в его уме не было никакого другого имени или мысли. В результате яд оказался обезврежен. Видя тщетность своих действий, демоны сбросили мальчика с вершины прибрежной скалы в океан. Прахлада продолжил воспевать божественное имя и упал в воды. Однако океан спас мальчика и волны отнесли его к берегу. Прахлада был великим преданным Вишну и обладал непоколебимой верой, что Бог обитает везде. Он не чувствовал боли во время истязаний, благодаря его совершенной вере Вишну мог являться к нему всегда, когда тот его призывал, и устранял любую боль. Прахлада, воспевая имя Вишну, постоянно пребывал в состоянии блаженства. Он стойко перенёс все пытки, которым его подвергали, оставшись невредимым (Бхагавата-пурана, книга 7, глава 8).
- Барельефы Храма Ченнакешава на берегу реки Кавери в Соманатхапуре, построенный при покровительстве царя династии Хойсала Нарасимхи III. Карнатака, XII век.
- Прахлада подвергается истязанию огнём
- Прахладу пытаются убить, направляя на него слона

В конце концов, в сильнейшем раздражении Хираньякашипу вопросил Прахладу, где находится Бог, защищающий его? Прахлада ответил: «повсюду, но тот, кто является рабом своих чувств, не может видеть его, хотя Вишну пребывает внутри и вовне каждого существа». Тогда разъярённый Хираньякашипу сказал Прахладу: «если есть у тебя невидимый вездесущий заступник, который более могуществен, чем я, пусть он появится сейчас же, хотя бы из этой колонны, ибо времени у него почти не осталось». Хираньякашипу разбил своей булавой колонну, она раскололась надвое, и из неё появился Вишну в устрашающем образе Нарасимхи — человека-льва (Бхагавата-пурана, книга 7, глава 8).

Нарасимха вцепился в демона, которому доселе удавалось ускользать даже от молнии небесного правителя (Индры). Извиваясь и корчась, несчастный пытался выскользнуть из крепких объятий невиданного Существа, но человек-лев притянул его к себе на бедра и пред вратами тронного зала разорвал на две части.
Хлынувшая кровь забрызгала пасть и гриву человека-льва, глаза его сверкали таким гневом, что в них не отважилась бы взглянуть сама смерть. Облизываясь багряным языком, с гирляндой из внутренностей демона на шее, Он походил на льва, только что растерзавшего слона.
Многорукий, он вырвал сердце демона из груди и швырнул в толпу его воинов. И уже через мгновение, оправившись от ужаса, они бросились с боевым кличем на убийцу своего господина. А ещё через мгновение все они уже лежали растерзанные и бездыханные, оставшись до конца жизни верными воинскому долгу.
— Бхагавата-пурана, книга 7, глава 8, тексты 29-31
Вишну принял облик Нарасимхи для того, чтобы покончить с Хираньякашипу, не нарушив благословение Брахмы, согласно которому тот не мог быть убит ни человеком, ни богом или животным (Нарасимха был наполовину человеком, а наполовину — львом), ни днём и ни ночью (Нарасимха растерзал Хираньякашипу в сумерках), не внутри дома и не снаружи (Хираньякашипу находился в колонном зале мандапы), не на земле и не в воздухе (Нарасимха положил его к себе на колено), и никаким видом оружия (Нарасимха разодрал жертву когтями) (Бхагавата-пурана, книга 7, глава 7).
Все задрожали при виде гневного облика Нарасимхи, однако Прахлада, стоя рядом с Вишну, восторженно восхвалял его. Когда Вишну спросил Прахладу, не боится ли он, тот ответил, что для него человек-лев — воплощение любви, что он верит в божественный образ любви, а не в физическую форму. Благодаря тому, что он был исполнен бхакти, Нарасимха предстал пред ним прекрасным и милостивым. Нарасимха повелел Прахладе взять правление царством демонов в свои руки. Прахлада попросил Нарасимху простить отца, Вишну исполнил его просьбу, после чего возвратился в свою обитель на Вайкунтхе. Прахлада стал примером истинной веры и преданности Богу (Бхагавата-пурана, книга 7, глава 9, тексты 15-55).

## Религиозно-философское значение
Священные тексты индуизма говорят о том, что Нарасимха является пурна-аватарой или полной аватарой, обладающей всем набором божественных качеств. Ему присущи шесть атрибутов: мощь, богатство, отречение, великолепие, энергия, мудрость. В Вараха-пуране предлагается молиться различным аватарам Вишну в зависимости от намерений бхакты: поклоняться Нарасимхе для избавления от грехов, Вамане для преодоления помраченного состояния, Парашураме для благоденствия, Раме для обезоруживания врагов, Балараме и Кришне для зачатия сыновей, Будде для физической привлекательности и Калки для победы (Вараха-пурана, тексты I.48.16-22).
Падма-пурана провозглашает, что по проявлению божественности Нарасимха сравним с Кришной и Рамой. Человек-лев является очень популярным образом и объектом поклонения в вайшнавизме. Его почитают как защитника, надежду на спасение, победителя и уничтожителя зла. Считается, что как разрушитель Нарасимха устраняет не только «внешнее» зло, но и собственное, «внутреннее» зло человека, связанное с грехами, недостатками и умопомрачениями.
В южно-индийском искусстве Нарасимха богато представлен в каменных скульптурах и барельефах, бронзовых статуях и на картинах как воплощение Вишу. Образ Нарасимхи является одним из наиболее почитаемых, уступая только Кришне и Раме. В различных формах Нарасимхе поклоняются в штатах Телингана и Андхра-Прадеш. В каждом вайшнавском храме установлено мурти (изображение) Нарасимхи, нередко в нескольких образах — как йогическом, так и милосердном. Иногда его можно встретить в храмовых комплексах Шивы. В паломническом городе Ахобилам, расположенном в Андхра-Прадеш, возведено несколько храмов Нарасимхи, посвящённых его девяти образам.
Нарасимха считается воплощением доблести, что приносит ему популярность среди правителей. В средневековой Индии его культ были широко развит при царских дворах. Считается, что Нарасимха воплощает стихи Яджурведы — Веды жертвоприношений, — от которых исходит сила и мужество. К нему обращаются, когда возникает необходимость защищаться от врагов. В образе человека-льва присутствуют героические мотивы, он выходит за пределы вайшнавизма и пользуется широким признанием, прежде всего, в военных кругах.
Нарасимха является родовым божеством во многих семьях Индии. Примечательна история, связывающая Нарасимху и гениального индийского математика Рамануджана. Молодой человек родился в глубоко религиозной вайшнавской семье и воспитывался в традициях брахманов. Рамануджан и его семья почитали Нарасимху. Знаком его благословения считалось видение капель крови во сне. Рамануджан утверждал, что после таких видений перед ним развёртывался свиток с математическими формулами, которые он записывал после пробуждения. Рамануджану запоминались только некоторые из них. Во сне ему также являлись решения задач в виде эллиптических интегралов.
В индийской традиции история Нарасимхи и Прахлады находит отражение в празднике Холи. Это весенний праздник, справляемый в полнолуние месяца пхальгуна (февраль-март), изначально связанный с весенним равноденствием. Празднование продолжается три дня. По пураническому преданию, в попытке убить Прахладу Хираньякашипу усадил его на погребальный костёр вместе со своей демонической сестрой по имени Холика. У той было особое благословение, согласно которому она не могла быть сожжена огнём. В костре Прахлада воспевал имена Вишну и с ним ничего не случилось, в то время как демоница сгорела в огне. Сожжение Холики, чьё чучело сгорает на костре, дало название новогоднему празднику. Сам костёр получил название «Холика дахан» (Holika Dahan) или костёр Камуду (Kamudu).
- Праздник весны и «Холика дахан»
- Празднующие обсыпают друг друга цветными красками, Нандгаон
- Женщины приготавливают костёр. Катманду, Непал
- Костёр на Холи перед храмом Джагдиша, Удайпур
- Пуджа во время сжигания Холики. Важаппалли, Керала

## Иконография Нарасимхи
Правила художественного изображения Нарасимхи стали формироваться по мере возведения его образов в храмах. Почти во всех ранних вайшнавских храмах фигуры Нарасимхи соседствовали с образом Варахи. Первый символизировал защиту, а второй — победу и спасение, вместе они отражали демоноборческие аспекты Вишну. Священные тексты Агам и Тантр требовали, чтобы фигура Нрисимхи находилась в храмовом комплексе к западу от главной святыни. Чаще это была ниша во внутренней стене или главном святилище. В период династий Чалукья, правивших в Центральной и Южной Индии с VI по XII века, появились храмы, полностью посвящённые Нарасимхе. Тогда же окончательно сформировались требования к иконографии Нарасимхи. Великолепные образы Нарасимхи сохранились в пещерных храмах Бадами (Карнатака), созданные правителями Чалукья в VI веке, и в храмах Канчипурама (Тамилнад) VIII—IX веков, столицы государства Паллавов.
Ранние изображения Нарасимхи можно увидеть в храмах Айхола, Халебида, в храме Вирупакши в местечке Паттадакала, в храме Кайлаша (пещеры № 10, 15 и 16) Эллоры, в храме богини Дурги в Айхоле и др.
- Ранние храмовые изображения Нарасимхи
- Пещерные храмы Бадами, VI век
- Храм Лакшмана в Сирпуре, Чхаттисгарх, VII век
- Храм Вирупакши в Паттадакале, VIII век
- Пещерные храмы Эллоры, VII-VIII век
- Храм Дурги в Айхоле, VIII век
- Храм Лакшмана в Кхаджурахо, X век

Вихагендра-самхита (текст 4.17) в составе Панчаратра-агамах перечисляет более семидесяти форм Нарасимхи. Большинство из них отличаются незначительными элементами, такими как расположение оружия в руках, позы и прочее. Среди них стоящий Кевала-Нарасимха (Kevala-Narasimha) с двумя или четырьмя руками; сидящий Гириджа-Нарасимха (Girija-Narasimha), вышедший из горной пещеры; Йога-Нарасимха (Yoga-Narasimha), находящийся в йогической позе; Стамбходбхава-Нарасимха (Stambhodbhava-Narasimha) или Стхауна-Нарасимха (Sthauna-Narasimha), вышедший из колонны и раздирающий демона; Янака-Нарасимха (Yanaka-Narasimha), восседающий на Гаруде или Ананта-Шеше; Лакшми-Нарасимха (Laksmi-Narasimha) в мирной или гневной форме; Махапурана (Mahapurana) с пятью головами, обладающими по три глаза, с гирляндой из внутренностей демона и шнуром брамина из змеи; Йогананда-Лакшми-Нарасимха (Yogananda-Lakshmi-Narasimha), соединяющий йогу (дисциплину) и бхогу (желание); Вараха-Лакшми-Нарасимха (Varaha-Lakshmi-Narasimha) с головой Варахи и Лакшми, сидящей на коленях; Прахладануграха Мурти (Prahladanugraha Murti), благословляющий Прахладу. В храмах встречается всего несколько наиболее популярных образов Нарасимхи: Гириджа-Нарасимха, Йога-Нарасимха, Стхауна-Нарасимха, Янака-Нарасимха.
| Изображение | Описание | Изображение |
| ----------- | --- | ----------- |
|             | Название образа «Гириджа-Нарасимха» происходит от слов «гири» (гора) и «джа» (рождение). Иными словами, название означает «человек-лев, появившийся из горной пещеры». Хотя согласно пуранам Нарасимха возник из дворцовой колонны, в некоторых народных историях он вышел из горной пещеры в вспышке ослепительного света. Божество из пещеры представлено самостоятельной фигурой, без Лакшми, Прахлады или спутников. Это собирательное название индивидуального образа Нарасимхи. Он может стоять (Кавала-Нарасимха) или сидеть. У него может быть две или четыре руки. Две верхние держат всегда атрибуты Вишу — раковину и чакру. Цвет кожи Нарасимхи должен быть белым, а одежда — красной. Его голову венчает «каранда-мукута» или корона особого типа. |             |
|             | Другая версия того же образа Гириджа-Нарасимха, именуемая «Йога-Нарасимха», описывает Гириджа-Нарасимху как сидящего в йогической позе для медитации. Он находится в неполной падмасане, при этом передние ноги удерживаются специальным поясом йога-патта, проходящим вокруг них и задней части тела. Нарасимха может иметь две или четыре руки. В последнем случае верхняя правая рука держит чакру, а верхняя левая рука — раковину, две другие руки вытянуты вперёд и лежат на коленях. Как и в предыдущем случае, цвет кожи Нарасимхи должен быть предельно белым. |             |
|             | Название образа «Стхауна-Нарасимха» означает «человек-лев, появившийся из колонны». Это групповой образ Нарасимхи. Он сидит в позе льва с опущенной правой ногой. Нарасимха имеет четыре руки, задняя правая и левая руки держат чакру и раковину, соответственно. Передняя правая показывает жест бесстрашия (абхайя), а передняя левая рука покоится на бедре (или в жесте благословения). Левая нога согнута в колене. Шея и голова покрыты густой гривой, в пасти видны острые изогнутые клыки. Кожа Нарасимхи имеет белый цвет, а его одежда — красный. Он украшен драгоценностями, на его голове красуется корона «каранда-мукута». Справа от Нарасимхи сидит Шри-деви (Лакшми), её левая нога согнута, правая свисает вниз. В левой руке богиня держит цветок белого лотоса, правая рука опирается на сиденье. Слева от Нарасимхи представлена Бху-деви в зеркальной позе — её правая нога согнута и упирается в сиденье, а левая свисает. В правой руке Бху-деви сжимает синий лотос, левая рука покоится на сидении. Шри-деви золотисто-жёлтого, а Бхумидеви — тёмного (тёмно-синего) цвета. Обе богини богато украшены драгоценностями.Стхауна-Нарасимха также описывает образ гневного Нарасимхи, раздирающего демона. Хираньякашипу лежит лицом вверх на левом бедре Нарасимхи. Хираньякашипу изображается в позе с тремя изгибами тела (трибханга). Человек-лев двумя руками разрывает живот демона. Нарасимха имеет от 12 до 16 рук. Двумя руками он разрывает живот демона, две другие поднимают внутренности демона на высоту уха. Одна правая рука держит ноги демона, другая рука Нарасимхи держит меч, и ещё одна рука показывает жест бесстрашия. Одна левая рука держит корону демона, которой она намеревается ударить Хираньякашипу. Если у Нарасимхи восемь рук, то две разрывают живот, две вынимают внутренности, а остальные четыре держат раковину, булаву, чакру и лотос. Демон Хираньякашипу вооружён мечом со щитом и безуспешно пытается ударить Нарасимхи. Свидетелями сцены могут быть спутники Нарасимхи: супруга Шри-деви, богиня Земли Бхудеви, мудрец Нарада со своей виной, сын демона Прахлада. Вокруг в позе услужения могут находиться восемь хранителей сторон света (локапалы). |             |
|             | «Янака-Нарасимха» представлен в образе Вишну со своими спутниками. Это может быть ездовая птица Гаруда или священный змей Ананта-Шеша. В первом случае Нарасимха сидит верхом на Гаруде, во втором — находится под змеиными капюшонами на кольцах Ананта-Шеши. Нарасимха имеет четыре руки, две из которых держат раковину и чакру. Каноны умалчивают о двух других руках, что оставляет свободу творчества для художника. Редкий образ Янака-Нарасимха эволюционировал в миролюбивое представление Нарасимхи с Лакшми. Богиня сидит на левом колене Нарасимхи, одна её рука покоится на бедре, а вторая держит цветок красного лотоса. Задние руки Нарасимхи сжимают чакру и раковину, правой передней он благословляет преданных бхакт. Супружеская пара сидит на Ананта-Шеше, чьи змеиные капюшоны возвышаются над головой аватары. Рядом с Нарасимхой стоит Прахлада, а вокруг них — четыре хранителя мира. На некоторых изображениях Прахлада и хранители мира могут отсутствовать. |             |

## Религиозная практика
Священный образ Нарасимхи и его божественные качества находят отражение в популярной религиозной практике. Определённые обряды, символы и публичные мероприятия, связанные с Нарасимхой, нашли широкое распространение в традициях Андхра-Прадеша, Тамилнада и Ориссы. В основном они представляют божественные качества Нарасимхи, такие как избавление от зла и трудностей, а также преобразование. К наиболее популярным практикам относятся чтение мантры, принятие обетов, проставление символов Нарасимхи и празднование Бхагавата мелы.
Самой простой практикой среди почитателей Нарасимхи является чтение посвящённой ему мантры. Считается, что её произношение излечивает болезни. Описание Нарасимха-мантры содержится в Нарасимхатапани-упанишаде. Она также описывает четыре дополнительные мантры (Пранава, то есть «ОМ», Савитри-мантра, Яджур-Лакшми-мантра и Нарасимха-гаятри). Нарасимха-мантра именуется «мантра-раджей» или царём гимнов. Она восхваляет божественные качества Нарасимхи: угра (свирепый), вира (героический), Махавишну (великий Вишну), джвалантам (обжигающий), Нарасимха (наполовину человек и наполовину лев), Тривикрама (Вамана, покрывший все миры тремя шагами), бхишанам (вызывающий страх), бхадрам (безопасный для своих преданных) и мрутью-мрутьюм (смерть и бессмертие).
Ритуальное поклонение Нарасимхе, как считается, может избавить от телесных недугов. Болезнь рассматривается как результат совершённых деяний — мысленных или физических, — побороть который могут обет, аскеза и обращение за божественной милостью. Для лечения болезней бхакты Нарасимхи принимают обеты покаяния, называемые «дикша» (dīksha). В буквальном смысле это название означает обряд посвящения, однако фактически дикша является жертвоприношением Нарасимхе в форме обета. В индуизме и джайнизме обет обычно обозначают санскритским словом «врата» (vrata), например, когда речь идёт о посте или паломничестве. Однако в отношении Нарасимхи обет, добровольно принятый бхактой, называют дикшей, а именно «Нарасимха-дикша». Аналогичным образом именуют обеты среди поклонников Айяппы. Обязательства длятся сорок дней, в течение которых преданные принимают на себя ограничения в еде, сне и действиях. В конце сорока дней проводится другой ритуал, «дикша-вирамана» (dīksha viramana), который означает снятие с себя обязательств по самоограничениям. Нарасимха-дикша популярна среди паломников в храм Нарасимхи в Ядагеригатта (Телингана). Паломники направляются в святое место за выздоровлением, а местное божество получило эпитет «Арогья-Нарасимха» (Ārōgya Narasimha) или Нарасимха здоровья.
В практике индуизма двери, особенно главные двери дома, считаются сакральными барьерами, разделяющими внутренний и внешний мир. Многие ритуалы жизненного цикла (санскары) связаны с дверями — в частности, к ним относятся ритуалы рождения ребёнка, смерти родственников и брака. В каждом случае обряд прохождения сквозь дверной проём символизирует новую стадию жизни. Обряд включает в себя незримое разделение мира, переходное состояние и возвращение к дхарме или к новому праведному состоянию. Граница между мирами или переходное состояние оформляется сакральными символами (янтрами) или знаками (мудрами). Дверной проём украшается знаками Нарасимхи для получения его божественного благословения. Кроме того, знаки защищают от нечистой силы, в частности, призраков (бхутов, bhūta), злых духов (претов, preta) и вурдалаков (пишачей, piśācas). Считается, что нечисть находится под влиянием человека-льва, благодаря янтре которого они не могут проникнуть в дом или жизни бхакты.
Чтение Нарасимха-мантры, принятие Нарасимха-дикши, а также театральный праздник в честь Нарасимхи нашли отражение в жизни вайшнавского святого Нараяна Тиртха (1650—1745). Он был преданным Кришны, сочинял и пел о нём много песен, за что в Индии его почитают как святого. Нараяна Тиртха родился неподалёку от Мангалагири, где находится известный храм Нарасимхи, а закончил свою жизнь в Танджавуре. Нараяна Тиртха излечился от болей в животе в течение исполнения Нарасимха-дикши, после чего он написал одну из своих самых популярных танцевальных драм, известной как «Кришна-лила-тарангини» (Krishna Leela Tarangini).

Нараяна Тиртха заложил начало традиции Бхагавата мелы (Bhagavata Mela), а также основы стиля танцевальной драмы Андхра-натьям (Andhra Natyam) по названию Андхра-Прадеша. Первая представляет собой театральный праздник, а второй — стиль классического индийского танца, который распространился вместе с переселенцами из Андхра-Прадеша в соседний Тамилнад. Театральным праздникам в Восточной Индии, а также на острове Бали, приписываются магические свойства: считается, что они позволяют сдержать и поставить под контроль демонические силы. В традиции индуизма встречается большое число театральных праздников: Рамнавами (в честь Рамы), Деви-наваратри (в честь Дурги) и др., однако праздник в честь Нарасимхи отличает особая мистическая атмосфера. Бхагавата мела, или театральный праздник в Южной Индии, начинается с Нарасимха-джаянти (конец апреля — начало мая). Это первый день или день явления Нарасимхи, в ходе которого аватаре Вишну проводится ритуальное поклонение. В последующие дни театральное представление продолжается. Оно всегда проводится на территории храма и длится от трёх до пятнадцати дней. Основной театральной постановкой является пьеса «Бхакта Прахлада», которая дополняется множеством сюжетов, посвящённых преданности Вишну. Актёр надевает ритуальную маску Нарасимхи, хранящуюся в храме и появляющуюся перед зрителями только раз в году. Маска Нарасимхи никогда не выставляется на всеобщее обозрение вне Нарасимха-джаянти. Ей приписываются сакральные качества: в актёра якобы вселяется дух Нарасимхи, а зрители чувствуют его присутствие. Таким образом, театральный праздник в честь человека-льва представляет собой не просто представление, а ритуал, вызывающий явление божественной силы.
- Нарасимха в декоративно-прикладном искусстве
- Деревянная маска Нарасимхи, служившая моделью для изображения на почтовой марке Индии в одну рупию 1974 года. Карнатака, Индия.
- Латунная маска Нарасимхи, Индия, XVIII век. Из коллекции Бруклинского музея.
- Подвеска с изображением Нарасимхи. Медный сплав, инкрустированный серебром со следами краски. Джамму и Кашмир, Индия, IX-X века. Из коллекции Музея искусств округа Лос-Анджелес.
- Изображение Нарасимхи на шести пальмовых листьях. Орисса, Южная Индия, XX век. Из коллекции Художественного музея Сан-Диего.

## Мантры и гимны в честь Нарасимхи
| Наименование                  | Содержание |
| ----------------------------- | --- |
| Narasiṃha Mahā-Mantra         | Om hrim ksaumugram viram mahavivnumjvalantam sarvatomukham Nrsimham bhisanam bhadrammrtyormrtyum namamyaham |
| Sri Narasimha Maha Mantra     | Ugram viram maha-vishnum jvalantam sarvato mukham nrisimham bhishanam bhadram mrityur mrityum namamy aham |
| Narasiṃha Praṇāma             | Namaste narasimhaya, prahladahlada-dayine, hiranyakasipor vaksah, sila-tanka nakhalaye |
| Daśāvatāra Stotra             | Tava kara-kamala-vare nakham adbhuta-srngam, dalita-hiranyakasipu-tanu-bhrngam, kesava dhrta-narahari-rupa jaya jagadisa hare |
| Kāmaśikha Aṣṭakam             | Tvayi raksati raksakaih kimanyaih, tvayi caraksati raksakaih kimanyaih iiti niscita dhih srayami nityam, nrhare vegavati taṭasrayam tvam |
| Divya Prabandham (текст 2954) | Adi adi agam karaindhu isaipadip padik kannir malgi engumnadi nadi narasinga endru, vadi vaduum ivval nuthale |
| Narasimha Gayatri Mantra      | Om Nrisimhaye vidmahe vajranakhaya dhimahi tan no simhah Prachodayat Vajra nakhaya vidmahe tikshna damstraya dhimahi tan no narasimhah Prachodayat |
| Narasimha Prapatti            | Mata narasimha, pita narasimha Bratha narasimha, sakha narasimha Vidyaa narasimha, dravinam narasimha Swami narasimha, sakalam narasimha Itho narasimha, paratho narasimha Yatho yatho yahihi, tatho narasimha Narasimha devaath paro na kaschit Tasmaan narasimha sharanam prapadye |

## Храмы и места паломничества

### Известные храмы Андхра-Прадеш
Андхра-Прадеш считается центральным регионом поклонения Нарасимхе. В штате насчитывается более 350 храмов Нарасимхи и ещё 169 храмов находится в соседнем Телингане. Самыми известными местами паломничества выступают три храма в Ахобилам, Симханчалам и Мангалагири. Каждое из этих святых мест развилось из лесных святынь местных племён. Храм Нарасимхасвами в Ахобиламе был когда-то святыней племени ченчу, населявшего густой лес Налламала. Местная легенда гласит, что после убийства Хираньякашипу Нарасимха забрёл в лес Наллмалла, где женился на девушке из племени ченчу, которая признана реинкарнацией богини Лакшми.
Храм Вараха-Лакшми-Нарасимха в Симхачалам недалеко от Вишакхапатнама тоже первоначально возник как лесная святыня. Однако под патронажем династии Чола, и прежде всего правителя Колуттунги I (1070—1122), он превратился в храм Нарасимхи. Под покровительством династии Восточные Ганги, императоров Гаджапати, а затем Виджаянагара храм сильно разросся, став целым храмовым городом. К началу XXI века храм в Симхачалам является крупнейшим в Андхра-Прадеше. Он занимает второе место по храмовым доходам, уступая лишь знаменитому храму Венкатешвары в Тирупати. Ежегодно объём средств, собираемых Храмом Вараха-Лакшми-Нарасимха, достигает 73 млн долларов США.
Третьим важнейшим местом является Храм Панакала Лакшми Нарасимха Свами на горе Мангалагери. Он также со временем превратился из горной святыни в крупный храм. Внутри храма отсутствует мурти, однако в скале находится «пасть» Нарасимхи — щель, прикрытая металлическим образом головы человека-льва. Храм открыт для доступа до полудня при условии, что бхакты Нарасимхи будут совершать ему ночью пуджу. По местным поверьям гора Мангалагери, на которой храм расположен, является спящим вулканом. Подношение божеству «панакала» или воды с тростниковым сахаром позволяет предотвращать извержение вулкана. Сладкая вода льётся в «уста» Нарасимхи, после чего в скале слышен булькающий звук, как будто божество пьёт.
С поклонением Нарасимхе связан известный храм Джаганнатхи в Пури, в далёком прошлом бывший храмом в честь Нарасимхи. По крайней мере, человеку-льву в нём поклонялись на этапе между его использованием как племенного святилища и посвящением его божеству Джаганнатхе. Даже сегодня Нарасимха считается одним из главенствующих божеств святыни. Все храмовые церемонии начинаются с подношений Нарасимхе. Кроме того, Нарасимха-мантру продолжают петь в храме во время ритуального служения.
В течение нескольких веков поклонение Нарасимхе распространилось из Андхра-Прадеша в Тамилнад, Карнатаку и Махараштру. Знаменитые изображения Нарасимхи можно найти в пещерах Эллоры в Махараштре и пещерных храмах Бадами на севере Карнатаки. Однако самой культовой статуей Нарасимхи в Южной Индии признано изваяние Угра-Нарасимхи, или Лакшми-Нарасимы, в Хампи, воздвигнутое в 1528 году во время правления Кришнадеварая из династии Виджаянагара. В современной Индии храмы Нарасимхи встречаются по всей территории от Раджастана до Кералы.

### Святыни Ахобилама
Легендарный Ахобилам расположен в тропическом лесу Налламала недалеко от города Аллагадда округа Курнул, Андхра-Прадеш. Ахобилам является крупным центром паломничества в Южной Индии, одним из 108 дивья-дешам — обязательных мест посещения для последователей шри-вайшнавизма. Согласно местной пуране (стахалапурана Ахобилам), здесь Нарасимха растерзал демона Хираньякашипу и благословил Прахладу. На лесных холмах расположено девять храмов в честь Нарасимхи. В каждом из них установлена определённая форма божества. Вся территория делится на две части: Эгува Ахобилам (верхний Ахобилам) с шестью святынями и Дигува Ахобилам (нижний Ахобилам) с тремя святынями. Пять храмов соединены между собой доро́гой, в то время как остальные находятся в труднодоступных местах и к ним необходимо добираться горными тропами. Храм Ахобила Нарасимха (Ahobila Narasimha), самый древний из девяти, стал главным местом поклонения. Нарасимха представлен в нём в своём гневном аспекте, называемом «Угра Нарасимха» (Ugra Narasimha). Он почитается как основное божеством храма, а его мурти считается нерукотворным, то есть самопроявленным. Храм Ахобила Нарасимха является единственным храмовым комплексом в верхнем Ахобиламе, где проводится полное ежедневное богослужение.
В нескольких милях от Храма Ахобила Нарасимха в горе расположена расселина, которая делит её на две части. Местность получила название «угра-стамбхам». Стамбха переводится как «колонна», связывающая небеса и землю, и её почитание широко распространено в индуизме. Считается, что Нарасимха возник из когда-то находившейся здесь дворцовой колонны. Сегодня угра-стамбхам является популярным местом паломничества. Таким образом, хотя в основе местной легенды лежит пураническая история, она органично вплетена в верования жителей Ахобилама. Местное предание ушло от классического описания Нарасимхи в пользу версии, что человек-лев после убийства Хираньякашипу преобразился во множество форм. Тем самым Нарасимха сохраняет образ местного божества, связанного с горами и лесами Ахобилама.
- «Угра-стамбхам»: место, где находилась колонна, из которой возник Нарасимха
- Общий вид скалы
- Подъём по горной тропинке на вершину
- Место явления Нарасимхи
- Храм Угра Нарасимха свами, находящийся на скале

Местное предание гласит, что Нарасимха женился на девушке из племени ченчу. Как следствие, местное население почитает человека-льва своим зятем, как и жители Андхра-Прадеша в целом. В храмах Ахобилама сложилась своеобразные ритуалы, среди которых — подарки Нарасимхе от представителей ченчу и паломников в виде новой одежды на ежегодном фестивале в Ахобиламе. Местная община совершает «кальянотсава» (бракосочетание) Нарасимхи и Ченчиты во время ежегодного праздника «брахмотсавам», в ходе которого встречаются местные и классические традиции. Другим характерным ритуалом является праздник охоты. Он включает в себя торжественный вынос божества из храма и шествие по 32 деревням, которое может длиться до сорока дней. Праздник, во время которого Нарасимха «охотится», начинается на следующий день после макара-санкранти — праздника урожая, отмечаемого в январе. В каждой деревне Нарасимхе предлагается остановиться в мандапе в форме открытого колонного зала и отведать найведью, то есть специально приготовленную для божества пищу. Праздник собирает всех жителей деревни и окрестностей. Ежегодное путешествие Нарасимхи по Андхра-Прадешу приближает божественный образ к населению, делая его менее храмовым и более «народным» божеством.
| Изображение | Храм                                                                         | Местонахождение                 | Божество и особенности храма |
| ----------- | ---------------------------------------------------------------------------- | ------------------------------- | --- |
|             | Храм Павана-Нарасимха свами                                                  | 15°05′32″ с. ш. 78°44′19″ в. д. | горный храм, куда ведут каменные ступени, находится на берегу реки Павана, давшей ему своё название                                                                                    |
|             | Храм Йогананда-Нарасимха свами                                               | 15°07′14″ с. ш. 78°40′50″ в. д. | по преданию после убийства Хираньякашипу Нарасимха обучил Прахладу йогическим практикам, что дало название храму, мурти нижними руками показывает йога-мудры                           |
|             | Храм Кродакара (Вараха)-Нарасимха свами                                      | 15°07′28″ с. ш. 78°44′17″ в. д. | божество с лицом вепря (Варахи или Кроды) представлено вместе с супругой Лакшми |
|             | Храм Ахобила Нарасимха свами (Угра Нарасимха свами)                          | 15°07′28″ с. ш. 78°44′05″ в. д. | самый древний храм с самопроявленным мурти в гневной форме, рядом с ним находятся супруга Шри Ченчу-Лакшми, альвары и учителя                                                          |
|             | Храм Малола-Нарасимха свами                                                  | 15°07′33″ с. ш. 78°44′12″ в. д. | милостивое божество, возлюбленное Лакшми |
|             | Храм Джвала-Нарасимха свами                                                  | 15°07′34″ с. ш. 78°44′33″ в. д. | святыня расположена в пещере рядом с водопадом, считается местом убийства Хираньякашипу                                                                                                |
|             | Угра-стамбхам                                                                | 15°07′36″ с. ш. 78°44′36″ в. д. | место явления Нарасимхи из колонны, находится на вершине скалы, где сохраняются отпечатки стоп (падуки) Нарасимхи                                                                      |
|             | Храм Каранья-Нарасимха свами                                                 | 15°07′39″ с. ш. 78°43′33″ в. д. | Нарасимха находится под деревом в медитации под навесом из капюшонов Адишеши и держит в руках лук (оружие Рамы), рядом расположен храм Ханумана                                        |
|             | Храм Чантраватха-Нарасимха свами (Лакшми-Нарасимха свами в Нижнем Ахобиламе) | 15°08′00″ с. ш. 78°40′22″ в. д. | Нарасимха находится под деревом в окружении колючих кустов, мурти вырезано из чёрного базальтового камня и представлено в позе падмасана, верхние правая и левая руки показывают мудры |
|             | Храм Бхаргава-Нарасимха свами                                                | 15°08′26″ с. ш. 78°40′25″ в. д. | храм на холме возле священного пруда «Бхаргава тиртха», где Рама совершал покаяние, что дало название святыне                                                                          |

### Крупнейшие храмы Нарасимхи в Индии
| Храм                                               | Местонахождение                 | Комментарии | Веб-сайт                    |
| Шри Лакшми Нарасимха свами вари девастханам        | 17°35′17″ с. ш. 78°55′58″ в. д. | Крупнейший храм Лакшми-Нарасимхи в Ядагеригатте (Телингана) | Ссылка                      |
| Храм Йога-Нарасимха                                | 12°39′58″ с. ш. 76°39′00″ в. д. | Храм Йога-Нарасимха в Мелукоте является самым священным местом в Карнатаке. Место паломничества известно благодаря храмовому божеству Челува-Нараяна. В Мелукоте продолжительное время жил Рамануджа | Ссылка (недоступная ссылка) |
| Шри Вараха-Лакшми Нарасимха свами вари девастханам | 17°45′59″ с. ш. 83°14′55″ в. д. | Храм Вараха-Лакшми-Нарасимха в Симхачалам является одним из 32 храмов Нарасимхи в Андхра-Прадеш и популярным центром паломничества вайшнавов                                                         | Ссылка                      |
| Храм Шри Лакшми Нарасимха                          | 17°06′10″ с. ш. 74°41′31″ в. д. | Храм Лакшми-Нарасимхи расположен в месте слияния рек Бхима и Нира в округе Пуна. Храмовое божество Нарасимхи является семейным божеством как в Махараштре, так и в Карнатаке                         | Ссылка                      |
| Храм Шри Лакшми Нарасимха свами                    | 17°39′59″ с. ш. 80°52′56″ в. д. | Храм Йогананда-Нарасимха в Бхадрачаламе расположен на берегу реки Гандала по дороге к главному городскому храму Сита-Рамачандры                                                                      | Ссылка                      |
| Храм Шри Намагири свами                            | 11°13′21″ с. ш. 78°09′44″ в. д. | Храм Нарасимхасвами в Намаккале является популярным местом паломничества в Тамилнаде |                             |
| Храм Шри Лакшми Нарасимха в Талассери              | 11°44′46″ с. ш. 75°29′24″ в. д. | Храм Лакшми-Нарасимха расположен в центре города Талассери и является популярным местом паломничества в Керале                                                                                       |                             |
| Храм Шри Нарсинг-джи                               | 26°40′08″ с. ш. 76°57′36″ в. д. | Храм Нарсингджи в Раджастхане посвящён Нарасимхе и находится в 15 км от города Хиндаун |                             |
| Шри Нарасимха-джарна мандир                        | 17°54′11″ с. ш. 77°32′39″ в. д. | Пещерный храм Нарасимхи-Джарни в Бидаре представляет собой подземную пещеру, куда паломники заходят по пояс в воде                                                                                   |                             |
| Храм Лакшми Нарасимха свами                        | 14°51′39″ с. ш. 77°18′19″ в. д. | Храм Лакшми-Нарасимха в Пенна Ахобилам на берегу реки Пеннар находится в Андхра-Прадеше |                             |
| Храм Панакала Лакшми Нарасимха свами в Мангалагери | 16°26′13″ с. ш. 80°34′04″ в. д. | Храм Панакала Лакшми Нарасимха Свами в Мангалагери считается одним из восьми священных мест Вишну в Андхра-Прадеше                                                                                   | Ссылка                      |
| Храм Угра-Нарасимха                                | 15°19′45″ с. ш. 76°27′24″ в. д. | Храм Лакши-Нарасимха в Хампи известен гигантской каменной статуей Нарасимхи в позе йога | Ссылка                      |

## Человек-лев в народном фольклоре
Наделение божеств львиными атрибутами является достаточно распространённым в мифологии приёмом. Львиноголовые боги встречаются и в Междуречье (угаллу), и в Древнем Египте (Сехмет). Наиболее раннее из известных скульптурных изображений инокефала (человека с головой другого животного) тоже имеет львиную голову. В пещерах скального массива Холенштайн неподалёку от города Ульм в конце 1930-х годов немецкие археологи обнаружили большое число доисторических артефактов. В их числе были сотни осколков обработанного вручную бивня мамонта. Позже, когда в распоряжении исследователей оказались дополнительные детали, была реставрирована фигура, морфологически объединяющая человека и льва — человеколев (Löwenmensch). Исследования позволили определить возраст скульптуры, — около 40 тысяч лет, — и идентифицировать пол изображения. Это оказалась женщина, и фигурку стали называть «женщиной-львицей» (Lowenfrau). Уточнения породнили немецкое открытие с такими египетскими божествами как Баст, Тефнут, Сехмет и другими.
Происхождение пуранического сюжета о загадочном человеке-льве остаётся неизвестным. Не исключено, что, как и многие другие божества индуизма, он связан с древними доарийскими верованиями. В частности, в ряде районов Центральной и Южной Индии, прежде всего, в Андхра-Прадеш, на протяжении столетий существовал культ «народного» Нарасимхи. Он впитал в себя черты божеств гор и лесов из пантеона народной культуры и имел приверженцев среди охотников-собирателей, пастухов и крестьян. Человек-лев — одно из первобытных божеств, связанных с пустыней, его обителью считается пещера, а места встречи с ним — горы, леса, озера и реки. Человек-лев считается охотником и мясоедом, он также грабитель и божество-покровитель некоторых групп охотников и скотоводов. Первоначальный храм Нарасимхи, как правило, представлял собой горную пещеру, в котором божество представлено колонной или каменным столбом (камба или стамбха). Поклонение божествам в форме каменных столбов было отличительной особенностью племенных культур Центральной Индии. На связь человека-льва с лесами, горами и охотой указывает название («гириджа»). В период Виджаянагарской империи (с XIV по XVI века), правители которой имели местные корни, народный культ Нарасимхи оказал заметное влияние на ритуальные формы почитания «пуранического» Нарасимхи. Однако «народный» Нарасимха представляет собой божество, существенно отличающееся от канонического человека-льва.
«Народный» Нарасимха стоит ближе к таким божествам Декана как Кхандоба и Маллари в Махараштре, Маланна и Майлар в Карнатаке, а также почитаемый с ним Майрал в самом Андхра-Прадеш. Его отличие от состоит в том, что, если упомянутые божества в ходе становления бхагаватизма, то есть слияния местных культов с общим пантеоном Вишну-Нараяной-Кришной, были провозглашены формами Шивы, то Нарасимха оказался вовлечён в мифологию вайшнавизма. В основных же своих характеристиках человек-лев схож с зооморфными божествами. Подобно им, он возглавляет сонм из пятидесяти двух героев (вира) и бестелесных духов (бхута), куда входят духи павших героев и некоторые популярные божества, такие как Хануман, Бхайрава и асура Махиша.
В народном фольклоре Нарасимха считается великим охотником. По воскресеньям, когда он охотится, никому не разрешается входить в его храм. У «народного» Нарасимхи, как и у Кхандобы, есть свои странствующие бхакты, распевающие сказания о нём. Их непременным атрибутом является тигровая шкура. В деревнях ему могут приносить кровавые жертвы. В одной местности в Андхра-Прадеш «народный» Нарасимха выступает покровителем пастухов. По преданию, сначала он украл у них овец, а затем условился, что если жители будут приносить ему в жертву овец, он обеспечит их покой и благоденствие стад. Хотя супругой Нарасимхи-Вишну считается Лакшми, в местной интерпретации он берёт себе второй женой девушку из местного племени ченчу. Таким образом, некоторые черты «народного» Нарасимхи воспроизводят характеристики древнего Рудры, а связанная с ним деревенская ритуальность сходна с обрядностью вратьев. При соприкосновении с ведийско-брахманистской традицией племенные верования подверглись значительным изменениям. Местные культы оказались интегрированы в общеиндийский пантеон божеств. Племенные мифы о человеке-льве, по всей видимости, повлияли на пуранический сюжет о Нарасимхе или могли лежать в его основе. В конечном счёте, племенной культ оказался под государственным «патронажем», был глубоко интегрирован в вайшнавскую мифологию и теологию, что также способствовало включению различных социальных групп в формирующийся общественно-политический строй. Далее поклонение Нарасимхи поднялось на уровень элиты — царского двора и военных кругов.

## Влияние на культуру и искусство
История Нарасимхи и Прахлада нашла отражение в ряде музыкальных средневековых произведений. В частности, вайшнавский проповедник Шанкарадева изобрел стиль анкья-нат — мистериальную музыкальную драму Ассама. Среди множества пьес на сюжеты Бхагавата-пураны, Матсья-пураны и Маркандея-пураны Шанкарадева создал и музыкальную драму «История Прахлады» («Прахладачарита», «Prahlada Charitham»).
Тьягараджа, великий музыкант карнатакской традиции, был бхактом Рамы и сочинял в его честь. Он играл на вине, составлял композиции в форме крити, близкой к киртану. Тьягараджа стал автором циклов киртанов и двух музыкальных драм — «Наукачарита» (по «Гитаговинде») и «Победа бхакти Прахлады» («Прахладабхактивиджая», «Prahlada Bhakti Vijayam»).
В штате Орисса популярна традиционная музыкально-танцевальная драма «Прахалада-Натака» («Prahallāda Nāṭaka») или «Раджа-Ната» («Raja Nata»), посвящённая истории Прахалады. Считается, что текст драмы сочинил в конце XIX века раджа Рамакришна Чхотарая, правивший в южной части Ориссы (округ Срикакулам). Обычное представление длится двенадцать часов. Драма была популярна при царских дворах Ориссы и ставилась в течение семи ночей подряд. В настоящее время «Прахалада-Натака» исполняется в округах Ганджам и Гаджапати.
| Внешние видеофайлы                                | Внешние видеофайлы                          |
| ------------------------------------------------- | ------------------------------------------- |
| «Прахладачарита» в стиле катхакали                |                                             |
| (храм Шри Валлабха (Тирувалла, Керала), 2015 год) |                                             |
|                                                   | https://www.youtube.com/watch?v=05ZG17pT_A4 |

| Внешние видеофайлы                                              | Внешние видеофайлы                          |
| --------------------------------------------------------------- | ------------------------------------------- |
| «Прахладабхактивиджая»                                          |                                             |
| (исполнители — Шри Душиянтх Шридхар и Анахита-Апурва, 2018 год) |                                             |
|                                                                 | https://www.youtube.com/watch?v=Wmz6-LmVBD8 |

| Внешние видеофайлы                                     | Внешние видеофайлы                          |
| ------------------------------------------------------ | ------------------------------------------- |
| «Прахалада-Натака»                                     |                                             |
| (постановка на индийском канале Sidharth TV, 2005 год) |                                             |
|                                                        | https://www.youtube.com/watch?v=42ZNcmfhcNI |

Истории Нарасимхи и Прахлады посвящён первый в Индии полнометражный звуковой фильм на телугу. Черно-белую ленту под названием «Бхакта Прахлада» снял в 1931 году пионер индийской киноиндустрии Ханумаппа Муниаппа Редди. Известная театральная труппа штата Андхра-Прадеш располагала несколькими сценариями пьесы «Бхакта Прахлада», которые были использованы в фильме. Редди привёз актёров в Бомбей, где состоялись съёмки музыкальной драмы.
В дальнейшем сюжет неоднократно воскрешался в индийском кино. Художественные фильмы с тем же названием «Бхакта Прахлада» переснимались разными студиями в 1942, 1946, 1958 и 1983 годах. Однако наибольшую популярность имели фильмы «Бхакта Прахлада» от 1967 года и «Хари Даршан» от 1982 года. В 1967 году фильм про Прахладу сняла компания AVM Productions. Роль Прахлады сыграла детская актриса Роя Рамани, а Хираньякашипу — Ранга Рао. Впоследствии фильм был продублирован на хинди и каннада, а также тамильском. В 1982 году студия Joy Films выпустила фильм «Хари Даршан», сочетавший музыкальные номера с танцами. Роль Прахлады сыграл юный актёр Сатьяджит Пури, а его отца — Рандхава.
| Внешние видеофайлы         | Внешние видеофайлы                          |
| -------------------------- | ------------------------------------------- |
| Фильм «Хари Даршан» (1982) |                                             |
|                            | https://www.youtube.com/watch?v=FDPp1avLSic |

| Внешние видеофайлы             | Внешние видеофайлы                          |
| ------------------------------ | ------------------------------------------- |
| Фильм «Бхакта Прахлада» (1967) |                                             |
|                                | https://www.youtube.com/watch?v=K_1CHVkrFb8 |